# Saison 1989-1990 de la LNH
Saison précédente Saison suivante
La saison 1989-1990 est la 73e saison régulière de la Ligue nationale de hockey où vingt et une équipes ont joué 80 matchs chacune. À l'issue de celle-ci, 16 équipes ont joué les séries éliminatoires qui ont vu les Oilers d'Edmonton remporter la Coupe Stanley.

## Saison régulière

### Classements finaux

#### Association Prince de Galles
| Clt   | Équipe                | PJ | V  | D  | N  | BP  | BC  | Pts |
| ----- | --------------------- | -- | -- | -- | -- | --- | --- | --- |
| +001, | Bruins de Boston      | 80 | 46 | 25 | 9  | 289 | 232 | 101 |
| +002, | Sabres de Buffalo     | 80 | 45 | 27 | 8  | 286 | 248 | 98  |
| +003, | Canadiens de Montréal | 80 | 41 | 28 | 11 | 288 | 234 | 93  |
| +004, | Whalers de Hartford   | 80 | 38 | 33 | 9  | 275 | 268 | 85  |
| +005, | Nordiques de Québec   | 80 | 12 | 61 | 7  | 240 | 407 | 31  |

| Clt   | Équipe                 | PJ | V  | D  | N  | BP  | BC  | Pts |
| ----- | ---------------------- | -- | -- | -- | -- | --- | --- | --- |
| +001, | Rangers de New York    | 80 | 36 | 31 | 13 | 279 | 267 | 85  |
| +002, | Devils du New Jersey   | 80 | 37 | 34 | 9  | 295 | 288 | 83  |
| +003, | Capitals de Washington | 80 | 36 | 38 | 6  | 284 | 275 | 78  |
| +004, | Islanders de New York  | 80 | 31 | 38 | 11 | 281 | 28  | 73  |
| +005, | Penguins de Pittsburgh | 80 | 32 | 40 | 8  | 318 | 35  | 72  |
| +006, | Flyers de Philadelphie | 80 | 30 | 39 | 11 | 290 | 297 | 71  |

#### Association Clarence Campbell
| Clt   | Équipe                   | PJ | V  | D  | N  | BP  | BC  | Pts |
| ----- | ------------------------ | -- | -- | -- | -- | --- | --- | --- |
| +001, | Blackhawks de Chicago    | 80 | 41 | 33 | 6  | 316 | 294 | 88  |
| +002, | Blues de Saint-Louis     | 80 | 37 | 34 | 9  | 295 | 279 | 83  |
| +003, | Maple Leafs de Toronto   | 80 | 38 | 38 | 4  | 337 | 358 | 80  |
| +004, | North Stars du Minnesota | 80 | 36 | 40 | 4  | 284 | 291 | 76  |
| +005, | Red Wings de Détroit     | 80 | 28 | 38 | 14 | 288 | 323 | 70  |

| Clt   | Équipe               | PJ | V  | D  | N  | BP  | BC  | Pts |
| ----- | -------------------- | -- | -- | -- | -- | --- | --- | --- |
| +001, | Flames de Calgary    | 80 | 42 | 23 | 15 | 348 | 265 | 99  |
| +002, | Oilers d'Edmonton    | 80 | 38 | 28 | 14 | 315 | 283 | 90  |
| +003, | Jets de Winnipeg     | 80 | 37 | 32 | 11 | 298 | 290 | 85  |
| +004, | Kings de Los Angeles | 80 | 34 | 39 | 7  | 338 | 337 | 75  |
| +005, | Canucks de Vancouver | 80 | 25 | 41 | 14 | 245 | 306 | 64  |

- Champion de la saison régulière
- Champion de division
- Qualifié pour les séries éliminatoires

### Meilleurs pointeurs
| Joueur          | Équipe                 | PJ | B  | A   | Pts | Pun |
| --------------- | ---------------------- | -- | -- | --- | --- | --- |
| Wayne Gretzky   | Kings de Los Angeles   | 73 | 40 | 102 | 142 | 42  |
| Mark Messier    | Oilers d'Edmonton      | 79 | 45 | 84  | 129 | 79  |
| Steve Yzerman   | Red Wings de Détroit   | 79 | 62 | 65  | 127 | 79  |
| Mario Lemieux   | Penguins de Pittsburgh | 59 | 45 | 78  | 123 | 78  |
| Brett Hull      | Blues de Saint-Louis   | 80 | 72 | 41  | 113 | 24  |
| Bernie Nicholls | Kings / Rangers        | 79 | 39 | 73  | 112 | 86  |
| Pierre Turgeon  | Sabres de Buffalo      | 80 | 40 | 66  | 106 | 29  |
| Pat LaFontaine  | Islanders de New York  | 74 | 54 | 51  | 105 | 38  |
| Paul Coffey     | Penguins de Pittsburgh | 80 | 29 | 74  | 103 | 95  |
| Joe Sakic       | Nordiques de Québec    | 80 | 39 | 63  | 102 | 27  |
| Adam Oates      | Blues de Saint-Louis   | 80 | 23 | 79  | 102 | 30  |

## Séries éliminatoires de la Coupe Stanley

### Arbre de qualification
|  | Quarts de finale d'association | Quarts de finale d'association | Quarts de finale d'association |   |                     | Demi-finales d'association | Demi-finales d'association | Demi-finales d'association |  |    | Finales d'association | Finales d'association | Finales d'association |  |    | Finale de la Coupe Stanley | Finale de la Coupe Stanley | Finale de la Coupe Stanley |
|  |                                |                                |                                |   |                     |                            |                            |                            |  |    |                       |                       |                       |  |    |                            |                            |                            |
|  | A1                             | Boston                         | 4                              |   |                     |                            |                            |                            |  |    |                       |                       |                       |  |    |                            |                            |                            |
|  | A4                             | Hartford                       | 3                              |   |                     |                            |                            |                            |  |    |                       |                       |                       |  |    |                            |                            |                            |
|  | A4                             | Hartford                       | 3                              |   | A1                  | Boston                     | 4                          |                            |  |    |                       |                       |                       |  |    |                            |                            |                            |
|  |                                |                                |                                |   | A1                  | Boston                     | 4                          |                            |  |    |                       |                       |                       |  |    |                            |                            |                            |
|  |                                | A3                             | Montréal                       | 1 |                     |                            |                            |                            |  |    |                       |                       |                       |  |    |                            |                            |                            |
|  | A3                             | A3                             | Montréal                       | 1 | Montréal            | 4                          |                            |                            |  |    |                       |                       |                       |  |    |                            |                            |                            |
|  | A3                             |                                |                                |   | Montréal            | 4                          |                            |                            |  |    |                       |                       |                       |  |    |                            |                            |                            |
|  | A2                             | Buffalo                        | 2                              |   |                     |                            |                            |                            |  |    |                       |                       |                       |  |    |                            |                            |                            |
|  | A2                             | Buffalo                        | 2                              |   |                     |                            |                            |                            |  | A1 | Boston                | 4                     |                       |  |    |                            |                            |                            |
|  | Association Prince de Galles   |                                |                                |   |                     |                            |                            |                            |  | A1 | Boston                | 4                     |                       |  |    |                            |                            |                            |
|  |                                | P3                             | Washington                     | 0 |                     |                            |                            |                            |  |    |                       |                       |                       |  |    |                            |                            |                            |
|  | P1                             | P3                             | Washington                     | 0 | Rangers de New York | 4                          |                            |                            |  |    |                       |                       |                       |  |    |                            |                            |                            |
|  | P1                             |                                |                                |   | Rangers de New York | 4                          |                            |                            |  |    |                       |                       |                       |  |    |                            |                            |                            |
|  | P4                             | Islanders de New York          | 1                              |   |                     |                            |                            |                            |  |    |                       |                       |                       |  |    |                            |                            |                            |
|  | P4                             | Islanders de New York          | 1                              |   | P1                  | Rangers de New York        | 1                          |                            |  |    |                       |                       |                       |  |    |                            |                            |                            |
|  |                                |                                |                                |   | P1                  | Rangers de New York        | 1                          |                            |  |    |                       |                       |                       |  |    |                            |                            |                            |
|  |                                | P3                             | Washington                     | 4 |                     |                            |                            |                            |  |    |                       |                       |                       |  |    |                            |                            |                            |
|  | P3                             | P3                             | Washington                     | 4 | Washington          | 4                          |                            |                            |  |    |                       |                       |                       |  |    |                            |                            |                            |
|  | P3                             |                                |                                |   | Washington          | 4                          |                            |                            |  |    |                       |                       |                       |  |    |                            |                            |                            |
|  | P2                             | New Jersey                     | 2                              |   |                     |                            |                            |                            |  |    |                       |                       |                       |  |    |                            |                            |                            |
|  | P2                             | New Jersey                     | 2                              |   |                     |                            |                            |                            |  |    |                       |                       |                       |  | A1 | Boston                     | 1                          |                            |
|  |                                |                                |                                |   |                     |                            |                            |                            |  |    |                       |                       |                       |  | A1 | Boston                     | 1                          |                            |
|  |                                | S2                             | Edmonton                       | 4 |                     |                            |                            |                            |  |    |                       |                       |                       |  |    |                            |                            |                            |
|  | N1                             | S2                             | Edmonton                       | 4 | Chicago             | 4                          |                            |                            |  |    |                       |                       |                       |  |    |                            |                            |                            |
|  | N1                             |                                |                                |   | Chicago             | 4                          |                            |                            |  |    |                       |                       |                       |  |    |                            |                            |                            |
|  | N4                             | Minnesota                      | 3                              |   |                     |                            |                            |                            |  |    |                       |                       |                       |  |    |                            |                            |                            |
|  | N4                             | Minnesota                      | 3                              |   | N1                  | Chicago                    | 4                          |                            |  |    |                       |                       |                       |  |    |                            |                            |                            |
|  |                                |                                |                                |   | N1                  | Chicago                    | 4                          |                            |  |    |                       |                       |                       |  |    |                            |                            |                            |
|  |                                | N2                             | Saint-Louis                    | 3 |                     |                            |                            |                            |  |    |                       |                       |                       |  |    |                            |                            |                            |
|  | N3                             | N2                             | Saint-Louis                    | 3 | Toronto             | 1                          |                            |                            |  |    |                       |                       |                       |  |    |                            |                            |                            |
|  | N3                             |                                |                                |   | Toronto             | 1                          |                            |                            |  |    |                       |                       |                       |  |    |                            |                            |                            |
|  | N2                             | Saint-Louis                    | 4                              |   |                     |                            |                            |                            |  |    |                       |                       |                       |  |    |                            |                            |                            |
|  | N2                             | Saint-Louis                    | 4                              |   |                     |                            |                            |                            |  | N1 | Chicago               | 2                     |                       |  |    |                            |                            |                            |
|  | Association Campbell           |                                |                                |   |                     |                            |                            |                            |  | N1 | Chicago               | 2                     |                       |  |    |                            |                            |                            |
|  |                                | S2                             | Edmonton                       | 4 |                     |                            |                            |                            |  |    |                       |                       |                       |  |    |                            |                            |                            |
|  | S1                             | S2                             | Edmonton                       | 4 | Calgary             | 2                          |                            |                            |  |    |                       |                       |                       |  |    |                            |                            |                            |
|  | S1                             |                                |                                |   | Calgary             | 2                          |                            |                            |  |    |                       |                       |                       |  |    |                            |                            |                            |
|  | S4                             | Los Angeles                    | 4                              |   |                     |                            |                            |                            |  |    |                       |                       |                       |  |    |                            |                            |                            |
|  | S4                             | Los Angeles                    | 4                              |   | S4                  | Los Angeles                | 0                          |                            |  |    |                       |                       |                       |  |    |                            |                            |                            |
|  |                                |                                |                                |   | S4                  | Los Angeles                | 0                          |                            |  |    |                       |                       |                       |  |    |                            |                            |                            |
|  |                                | S2                             | Edmonton                       | 4 |                     |                            |                            |                            |  |    |                       |                       |                       |  |    |                            |                            |                            |
|  | S3                             | S2                             | Edmonton                       | 4 | Winnipeg            | 3                          |                            |                            |  |    |                       |                       |                       |  |    |                            |                            |                            |
|  | S3                             |                                |                                |   | Winnipeg            | 3                          |                            |                            |  |    |                       |                       |                       |  |    |                            |                            |                            |
|  | S2                             | Edmonton                       | 4                              |   |                     |                            |                            |                            |  |    |                       |                       |                       |  |    |                            |                            |                            |

### Finale de la Coupe Stanley
Au cours du premier match, Petr Klíma inscrit le but de la victoire au cours de la troisième prolongation. Ce match devient le match de finale le plus long de l'histoire. Edmonton gagne la série 4 matchs à 1 et la Coupe Stanley et Bill Ranford, gardien de buts des Oilers, reçoit le trophée Conn-Smythe de meilleur joueur des séries.
| 15 mai 1990 | Bruins de Boston | 2-3 (AP) (0-1 ; 0-1 ; 2-0 ; 0-0 ; 0-1) | Oilers d'Edmonton | 14448 |

| Feuille de match | Feuille de match                                                                                    | Feuille de match    | Feuille de match | Feuille de match |
| ---------------- | --------------------------------------------------------------------------------------------------- | ------------------- | --- | ---------------- |
|                  | - R. Bourque (C. Neely, G. Hawgood) — 43 min 43 s R. Bourque (C. Neely, G. Hawgood) — 58 min 31 s - | 0-1 0-2 1-2 2-2 2-3 | 9 min 46 s — A. Graves (J. Murphy, C. Simpson) 33 min 0 s — G. Anderson (M. Messier, R. Ruotsalainen) - 115 min 13 s — P. Klíma (J. Kurri, C. MacTavish) |                  |
| A. Moog          | Gardiens                                                                                            | B. Ranford          | |                  |
|                  | |                     | |                  |
|                  | |                     | |                  |

| 18 mai 1990 | Bruins de Boston | 2-7 (1-2, 1-4, 0-1) | Oilers d'Edmonton | 14448 |

| Feuille de match   | Feuille de match                                                                                     | Feuille de match                    | Feuille de match | Feuille de match |
| ------------------ | --- | ----------------------------------- | --- | ---------------- |
|                    | - R. Bourque (C. Neely) — 19 min 7 s G. Hawgood (R. Bourque, R. Burridge) (SN) — 22 min 56 s - - - - | 0-1 0-2 1-2 2-2 2-3 2-4 2-5 2-6 2-7 | 8 min 38 s — A. Graves (J. Murphy, R. Gregg) 10 min 53 s — J. Kurri (E. Tikkanen) (SN) - 24 min 21 s — J. Kurri (E. Tikkanen) 35 min 28 s — C. Simpson (J. Kurri) 37 min 10 s — E. Tikkanen (J. Kurri) 39 min 12 s — Murphy (S. Smith) 47 min 27 s — J. Kurri (R. Ruotsalainen, Lamb) (SN) |                  |
| A. Moog R. Lemelin | Gardiens                                                                                             | B. Ranford                          | |                  |
|                    | |                                     | |                  |
|                    | |                                     | |                  |

| 20 mai 1990 | Oilers d'Edmonton | 1-2 | Bruins de Boston |  |

| 22 mai 1990 | Oilers d'Edmonton | 5-1 | Bruins de Boston |  |

| 24 mai 1990 | Bruins de Boston | 1-4 | Oilers d'Edmonton |  |

## Récompenses

### Trophées
| Trophée                      | Vainqueur                | Équipe                |
| ---------------------------- | ------------------------ | --------------------- |
| Trophée Calder               | Sergueï Makarov          | Flames de Calgary     |
| Trophée Lester-B.-Pearson    | Mark Messier             | Oilers d'Edmonton     |
| Trophée Art-Ross             | Wayne Gretzky            | Kings de Los Angeles  |
| Trophée Hart                 | Mark Messier             | Oilers d'Edmonton     |
| Trophée Conn-Smythe          | Bill Ranford             | Oilers d'Edmonton     |
| Trophée Bill-Masterton       | Gord Kluzak              | Bruins de Boston      |
| Trophée Frank-J.-Selke       | Rick Meagher             | Blues de Saint-Louis  |
| Trophée Jack-Adams           | Bob Murdoch              | Jets de Winnipeg      |
| Trophée James-Norris         | Raymond Bourque          | Bruins de Boston      |
| Trophée King-Clancy          | Kevin Lowe               | Oilers d'Edmonton     |
| Trophée Lady Byng            | Brett Hull               | Blues de Saint-Louis  |
| Trophée Lester-Patrick       | Len Ceglarski            | Len Ceglarski         |
| Trophée Vézina               | Patrick Roy              | Canadiens de Montréal |
| Trophée William-M.-Jennings  | Réjean Lemelin Andy Moog | Bruins de Boston      |
| Trophée plus-moins de la LNH | Paul Cavallini           | Blues de Saint-Louis  |

| Trophée                      | Équipe            |
| ---------------------------- | ----------------- |
| Trophée Clarence-S.-Campbell | Oilers d'Edmonton |
| Trophée Prince de Galles     | Bruins de Boston  |
| Trophée des présidents       | Bruins de Boston  |
| Coupe Stanley                | Oilers d'Edmonton |

### Équipes d'étoiles

#### Première et deuxième équipe
| Position       | Première équipe | Première équipe       | Deuxième équipe | Deuxième équipe          |
| Position       | Joueur          | Équipe                | Joueur          | Équipe                   |
| -------------- | --------------- | --------------------- | --------------- | ------------------------ |
| Gardien de but | Patrick Roy     | Canadiens de Montréal | Daren Puppa     | Sabres de Buffalo        |
| Défenseur      | Raymond Bourque | Bruins de Boston      | Paul Coffey     | Penguins de Pittsburgh   |
| Défenseur      | Al MacInnis     | Flames de Calgary     | Doug Wilson     | Blackhawks de Chicago    |
| Ailier gauche  | Luc Robitaille  | Kings de Los Angeles  | Brian Bellows   | North Stars du Minnesota |
| Centre         | Mark Messier    | Oilers d'Edmonton     | Wayne Gretzky   | Kings de Los Angeles     |
| Ailier droit   | Brett Hull      | Blues de Saint-Louis  | Cam Neely       | Bruins de Boston         |

#### Équipe des recrues
| Position       | Joueur          | Équipe                   |
| -------------- | --------------- | ------------------------ |
| Gardien de but | Bob Essensa     | Jets de Winnipeg         |
| Défenseur      | Brad Shaw       | Whalers de Hartford      |
| Défenseur      | Geoff Smith     | Oilers d'Edmonton        |
| Attaquant      | Rod Brind'Amour | Blues de Saint-Louis     |
| Attaquant      | Sergueï Makarov | Flames de Calgary        |
| Attaquant      | Mike Modano     | North Stars du Minnesota |